# Jiří Wolker
Jiří Wolker [ˈjɪr̝iː ˈvolkr̩], polno ime Jiří Karel Wolker, češki pesnik, pisatelj, dramatik, kritik, esejist in prevajalec, * 29. marec 1900, Prostějov, Češka † 3. januar 1924, Prostějov. 

## Življenje
Wolker se je po končani osnovni šoli in gimnaziji, ki ju je končal v rodnem kraju leta 1919  vpisal na študij prava na praški univerzi. Po zdravljenju v zdravilišču dr. Michaela Guhra v Tartanski Polianki je doma umrl za posledicami tuberkuloze.

## Literarno delo
Jiří Wolker je češki socialni pesnik, izrazit predstavnik proletarske poezije. Pisal je še bajke, drame in kritike. V češčino je prevedel tudi nekaj slovenskih pesmi.
Prvinskim človekovim pravicam, da izživi vse svoje možnosti (ljubezen, ohranjevanje, dom), je postavil kot oviro kruti realizem industrijske civilizacije, ki najbolj prizadeva ljudi z dna. Pesnik, ki hoče s svojo poezijo učinkovati in biti množičen, se oklene tradicije. Jiří Wolker je iz teh namer vzel za obliko ljudsko pesem - balade. Poudarek pa ni na problemu izkoriščanja meščanske kapitalistične družbe, pač pa na delavcu kot človeku, četudi se ne ukvarja pretirano z njegovo psiho, temveč z grozljivimi posledicami njegove bede. V njegovih pesmih je več konkretne vsebine socialnih krivic kot pa pesnikovih želja, da bi z besedno retoriko spremenil ali celo pretvoril svet. Pesnik pa podobno kot npr. pri Slovencih Oton Župančič (pesmi Kovaška, Žebljarska) ve, da do smrti izmozgan delavec lahko ima duševno življenje le v prividih, ker le ponoči jim lahko zažari čudežni ogenj zvezdne svetlobe.
Glavna dela
- Host do domu (Gost v hiši), zbirka pesmi, 1921
- Težká hodina (Težka ura), zbirka socialne poezije, 1921
- Třy Hry -  (Tri dramske zgodbe), 1923
  - Nemocnice  (Bolnica)
  - Hrob (Grob)
  - Nejvyšší oběť (Najvišja žrtev)
- Proletářské umění (Proleterska umjetnost) 1922. - programsko teoretičen esej v soavtorstvu s K. Tiegom